# Гутман-Кример, Голда
Го́лда Гу́тман-Кри́мер (идиш גאָלדע גוטמאַן-קרימער‎, исп. Golde Gutman Krimer; 26 января 1906, Единцы, Хотинский уезд, Бессарабская губерния — 19 июля 1983, Буэнос-Айрес) — аргентинская еврейская писательница. Писала на идише.

## Биография
Голдэ Гутман-Кример родилась в бессарабском местечке Единцы (теперь райцентр Единецкого района Молдовы), одна из девяти дочерей единецкого пекаря Эршла Чёрнопоя. После замужества в 1923 году уехала в Аргентину, поселилась в Буэнос-Айресе, где с 1930-х годов вела чрезвычайно активную литературную деятельность. Дебютировала в 1934 году рассказом из еврейской жизни Бессарабии в газете «Ди пресе» (Пресса). Публиковалась главным образом в этой газете и в «Унзер фрайнт» (Наш друг, обе — Буэнос-Айрес). Её рассказы были включены в «Антологие фун дер идишер литератур ин Аргентине» (Антология еврейской литературы в Аргентине, 1944).
Одна из самых продуктивных еврейских литераторов Аргентины. Опубликовала около двух десятков книг, главным образом беллетристики (романы, рассказы, очерки). Отдельные книги выходили и продолжают выходить в испанских переводах. Среди опубликованного романы «Бесарабие ин 1918» (Бессарабия в 1918, 1940), «Милхомэ-йорн: 1914—1918» (Военные годы, 1945), «Ди мутэр Рохл» (Праматерь Рахиль, 1948), «Унтэр ди блойе Аргентинэр hимлэн: Йеhудэс» (Под голубым небом Аргентины: Юдифь, 1954), «Афн Шейдвэг» (На развилке, 1958); книги повестей и рассказов «Цвишн кранке» (Среди больных, 1937), «Цвишн берг» (В горах, 1945), «Новэлн вос майн фрайнт hот дэрцейлт» (Новеллы, рассказанные моим дальним родственником), «Дос лэбм фун а фрой» (Жизнь женщины, 1958), «А холэм фун а пастэхл» (Сон пастушка, 1966), «Ди винтэр-блюм» (Зимний цветок, 1966); воспоминания в двух томах «Единец, майн hэйм» (Единцы, мой дом, 1945).

## Книги на еврейском языке
- צװישן קראַנקע (цвишн кранке — среди больных). Буэнос-Айрес, 1937. — 127 с.
- נאָװעלן װאָס מײַן פֿרײַנט האָט דערצײלט (новелн вос майн фрайнт hот дерцейлт — новеллы, рассказанные моим приятелем). Буэнос-Айрес, 1938. — 97 с.
- בעסאַראַביע אין 1918 (Бессарабия в 1918, роман). Буэнос-Айрес: Г. Кример, 1940. — 269 с.
- צװישן בערג (цвишн бэрг — в горах, рассказы). Буэнос-Айрес, 1945. — 186 с.
- יעדינעץ, מײַן הײם (Единец, майн hэйм — Единцы, мой дом, в 2 тт.). Буэнос-Айрес, 1943 и 1945. — 180 с. и 187 с.
- מלחמה-יאָרן: 1914—1918 (милхомэ-йорн — военные годы, роман). Буэнос-Айрес, 1945. — 251 с.
- קאַרוסעל (карусель: рассказы). Буэнос-Айрес: Хаймович, 1946.
- די מוטער רחל (ди мутэр Рохл — праматерь Рахиль, роман). 1948. — 370 с.
- אונטער די בלױע אַרגענטינער הימלען: יהודית (унтэр ди блойе аргентинэр hимлэн: Еhудэс — под лазурным небом Аргентины: Юдифь, роман). Буэнос-Айрес, 1954. — 370 с.
- לעבן פֿון אַ פֿרױ (лэбм фун а фрой — жизнь женщины). Буэнос-Айрес, 1958. — 284 с.
- אױפֿן שײדװעג (афн шэйдвэг — на развилке, роман). Буэнос-Айрес, 1958. — 247 с.
- פֿון דאָס נײַ: שפּיטאָל דערצײלונגען (Empezando de nuevo; фун дос най — сызнова: больничные рассказы). Буэнос-Айрес, 1962. — 307 с.
- די װינטער בלום (ди винтэр блюм — зимний цветок). Буэнос-Айрес, 1966. — 179 с.
- אַ חלום פֿון אַ פּאַסטעכל (а холэм фун а пастэхл — сон пастушка). Буэнос-Айрес: Г. Кример, 1966. — 213 с.

## На испанском языке
- Pascua Sangrienta (Biblioteca de grandes novelas). Буэнос-Айрес: Editorial Claridad, 1955.
- ¿Es Así La Vida? Буэнос-Айрес: Ediciones Lopez Negri, 1962.
- Sombras En El Sol. Буэнос-Айрес: Editorial Claridad, 1964.
- La llave milagrosa. Буэнос-Айрес: Milá AMIA — Editorial Claridad, 1969 и 2005.